# Kürszym
Kürszym (kaz.: Күршім жотасы, Kürszym żotasy) – pasmo górskie w południowym Ałtaju, w Kazachstanie (obwód wschodniokazachstański), ograniczone od północy rzeką Kürszim, od południa rzeką Kaldżir, a od wschodu jeziorem Markaköl. Rozciąga się na długości ok. 150 km, średnia wysokość w części zachodniej wynosi ok. 700-1000 m, natomiast w części wschodniej do 2500 m n.p.m. (najwyższy szczyt osiąga wysokość 2645 m n.p.m.). Pasmo zbudowane z paleozoicznych skał metamorficznych. Niższe partie stromych zboczy pasma pokryte roślinnością stepową, północne stoki porośnięte dodatkowo lasami modrzewiowymi. Na wysokości powyżej 2000 m n.p.m. występuje tundra wysokogórska.